# La Pitahaya, Coatepec
La Pitahaya är en ort i Mexiko.   Den ligger i kommunen Coatepec och delstaten Veracruz, i den sydöstra delen av landet, 230 km öster om huvudstaden Mexico City. La Pitahaya ligger 1 320 meter över havet och antalet invånare är 389.
Terrängen runt La Pitahaya är huvudsakligen kuperad, men västerut är den bergig. Runt La Pitahaya är det ganska tätbefolkat, med 100 invånare per kvadratkilometer. Närmaste större samhälle är Xalapa, 5,3 km nordost om La Pitahaya. I omgivningarna runt La Pitahaya växer i huvudsak städsegrön lövskog.